# Sphecodes levis
Sphecodes levis là một loài Hymenoptera trong họ Halictidae. Loài này được Lovell & Cockerell mô tả khoa học năm 1907.